# Calceolaria purpurea
Hoa nón tím hay Hoa mũ tím ên la tinh Calceolaria purpurea
Calceolaria purpurea là một loài thực vật có hoa trong họ Calceolariaceae. Loài này được Graham mô tả khoa học đầu tiên năm 1827.